# ドルヴァル駅 (VIA鉄道)
ドルヴァル駅（仏語：Gare de Dorval）はカナダケベック州ドルヴァル モンレアル・トロント・ブールヴァール755にある駅。カナダ各地を結ぶVIA鉄道が乗り入れている。モントリオール空港に近い。

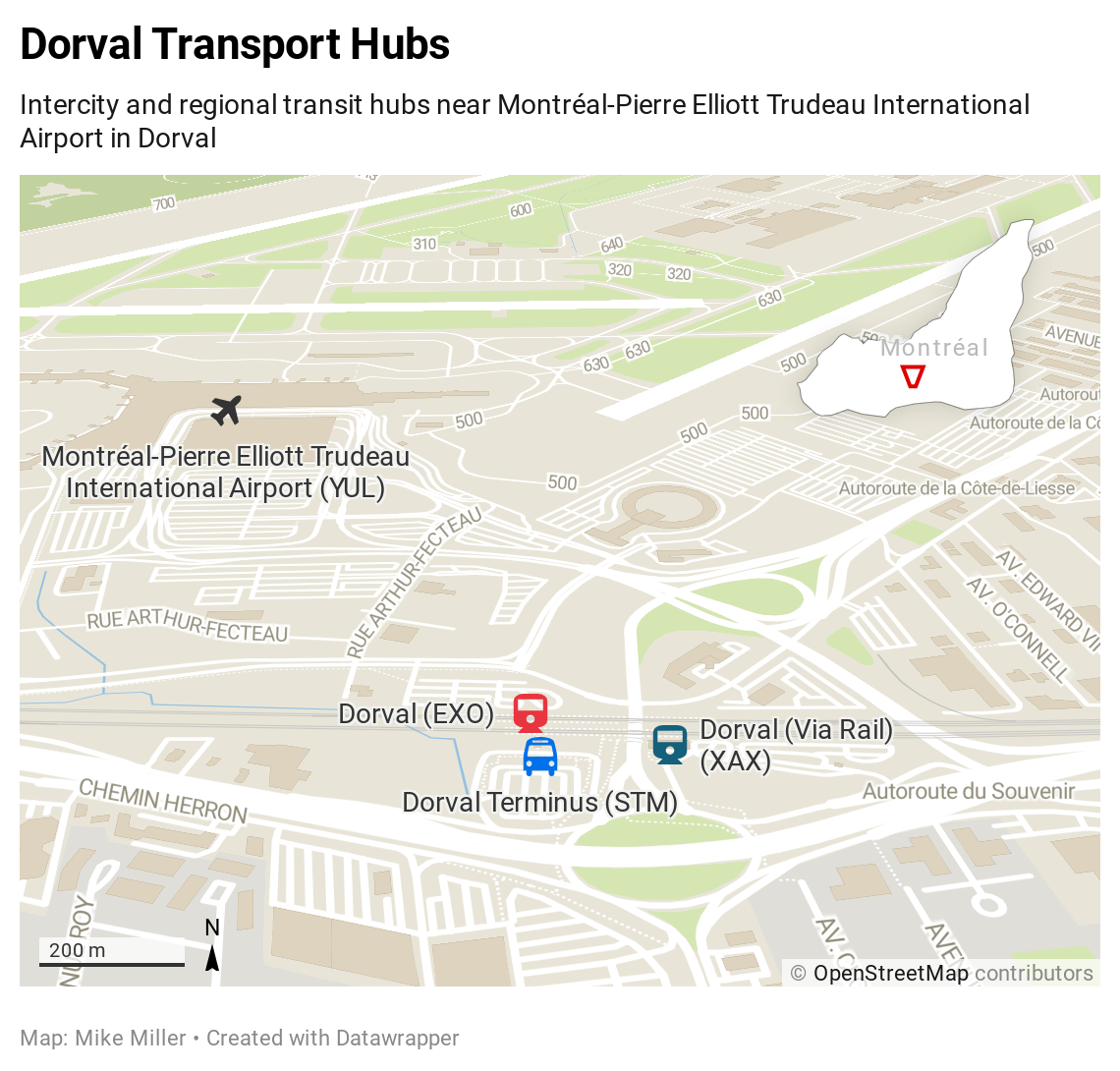
駅周辺の地図

## 概要
当駅は有人駅で、車いすでの利用が可能。隣接してモントリオール大都市圏交通局（Exo）のドルヴァル駅がある。

## 利用可能な鉄道路線／列車
VIA鉄道の停車する列車は下記の通り。
ファローフィールド / オタワとモントリオール / ケベック・シティー間の昼行中距離列車コリドー号 …オタワ方面 6本/日（1本はオタワ経由トロント行）、モントリオール方面 6本/日 停車（平日）
アルダーショット / トロントとモントリオール間の昼行中距離列車コリドー号 …トロント方面 6本/日、モントリオール方面 6本/日 停車（平日）

## 駅周辺
- モントリオール国際空港